# T.T.Boy
T.T. Boy est le nom de scène d'un acteur de films pornographiques américain, né le 30 avril 1968.

## Biographie
T.T. Boy a débuté dans la pornographie en 1989 et a tourné dans plus de 1 000 films. Il a notamment reçu l'AVN Award décerné à l'acteur de l'année (Male Performer of the Year) en 1997 et le XRCO Award équivalent en 1995 et 1996. Il est membre de l'AVN Hall of Fame et du XRCO Hall of Fame.

## Récompenses
- AVN Awards :
  - 1993 : Meilleure scène de sexe de groupe - Vidéo (Best Group Sex Scene - Video) pour Realities 2 (avec Ashlyn Gere et Marc Wallice)
  - 1994 : Meilleure scène de sexe en couple - Vidéo (Best Couples Sex Scene - Video) pour Bikini Beach (avec Sierra)
  - 1996 : Meilleure scène de sexe en couple - Film (Best Couples Sex Scene - Film) pour Blue Movie (avec Jenna Jameson)
  - 1996 : Scène de sexe la plus scandaleuse (Most Outrageous Sex Scene) pour Shock (avec Shayla LaVeaux et Vince Vouyer)
  - 1997 : Acteur de l'année (Male Performer of the Year)

## Filmographie succincte
- Between the Cheeks 2 (1990)
- Wild Goose Chase (1991)
- The Cockateer (1991)
- New Wave Hookers 2 (1991)
- The Adventures of Seymore Butts (1992)
- Dial N for Nikki (1993)
- The Girl with the Heart-Shaped Tattoo (1995)